# Superintendencia Nacional para la Defensa para los Derechos Socioeconómicos
La Superintendencia Nacional para la Defensa de los Derechos Socioeconómicos de Venezuela (Sundde) fue creada para velar por el cumplimiento de la Ley Orgánica de Precios Justos, a través de fiscalizaciones e inspecciones.
Fue creada con base en el artículo N° 10 de la Ley Orgánica de Precios Justos promulgada por el presidente de la República de Venezuela, Nicolás Maduro, en enero de 2014 vía Habilitante (Gaceta Oficial N° 40.340)
Sustituyó al Indepabis y tiene entre sus funciones practicar inspecciones de oficio o por denuncias, a los inmuebles destinados a la producción, importación, distribución, comercialización, almacenamiento, acopio, recintos aduanales o depósitos de bienes propiedad de empresas o individuos.
Además, tiene entre sus atribuciones notificar a la Fiscalía las presunciones de ilícitos. Es dependiente al Ministerio del Poder Popular para el Comercio Nacional.

## Superintendentes
| Nombre                    | Fecha                          |
| ------------------------- | ------------------------------ |
| Andreína Tarazón          | enero de 2014 -junio de 2014   |
| Dante Rivas               | junio de 2014 - agosto de 2014 |
| Andrés Eloy Méndez        | agosto de 2014 - enero de 2016 |
| William Antonio Contreras | enero de 2016 - actualidad     |